# Куклин, Анатолий Петрович
Анатолий Петрович Куклин (3 января 1932, Сатка, Уральская область — 16 января 2006, Московская область) — советский космонавт Центра подготовки космонавтов имени Ю. А. Гагарина, 2-й набор ВВС. Опыта полёта в космос не имел.

## Биография

### Деятельность до зачисления в отряд космонавтов
Родился в семье инженера-конструктора. После окончания в 1947 году 8 классов средней школы посёлка Верхние Серги Свердловской области поступил в спецшколу ВВС в Свердловске, которую окончил в 1949 году. В 1952 году окончил Сталинградское военно-авиационное училище лётчиков.
С 23 декабря 1952 года служил в 119-м истребительном авиационном полку (ИАП) 104-й истребительной авиационной дивизии (ИАД) 22-й Воздушной армии Северного военного округа в Мончегорске (Мурманская область).
С 1 сентября 1953 года служил лётчиком, с 27 ноября 1954 года — старшим лётчиком, с 25 декабря 1956 года — командиром звена 773-го ИАП 16-й Гвардейской ИАД 22-й Воздушной армии в составе Группы советских войск в Германии.

Член КПСС с 1957 года.
1 сентября 1957 — 29 июня 1961 — слушатель командного факультета Краснознамённой военно-воздушной академии.
С 10 июля 1961 года начальник разведки полка, старший лётчик 234-го ИАП 9 ИАД Московского ВО.

### Космическая подготовка
В 1962 году успешно прошёл медицинскую комиссию в Центральном военном научно-исследовательском авиационном госпитале (ЦВНИАГ), по результатам которой получил допуск центральной врачебно-лётной комиссии. 8 января 1963 года его кандидатура была одобрена и рекомендована к зачислению в отряд космонавтов (группа ВВС № 2) на заседании Государственной межведомственной комиссии (ГМВК). Приказом Главкомандующего ВВС № 14 от 10 января 1963 года был назначен на должность слушателя-космонавта 1-го отряда ЦПК ВВС.
С января 1963 года по январь 1965 года проходил общекосмическую подготовку, по окончании которой 23 января 1965 года назначен космонавтом 2-го отряда (военные космические программы). В марте 1965 года при полёте КК «Восход-2», во время которого был совершён первый в мире выход космонавта в открытый космос, А. П. Куклин в команде с А. А. Филипченко был оператором связи с экипажем на одном из сибирских наземно-измерительных пунктов управления.
В период с 1966 по 1967 годы Куклин в составе группы космонавтов проходил подготовку по программе «Спираль», в рамках которой с января по июль 1967 года группа готовилась в 8-м Государственном научно-исследовательском институте имени В. П. Чкалова в Ахтубинске (Астраханская область).
С 1967 по 1968 год в составе группы космонавтов проходил подготовку по программе облёта Луны на «Союз 7К-Л1» (в качестве дублёра А. А. Леонова), а затем, с августа по декабрь 1968 — по программе «Стыковка» в качестве командира третьего (резервного) экипажа пассивного корабля «Союз 7К-ОК», вместе с Владиславом Волковым и Петром Колодиным.
С февраля по июль 1969 года Куклин проходил подготовку по программе группового полёта трёх КК — «Союз-6», «Союз-7» и «Союз-8», в качестве командира второго (дублирующего) экипажа, вместе с Георгием Гречко и Петром Колодиным. Но в июле 1969 года был отстранён от подготовки по состоянию здоровья (блокада сердца после одной из тренировок на центрифуге).
30 апреля 1969 года назначен космонавтом 1-го отдела 1-го управления 1-го НИИ ЦПК, а с 30 апреля 1970 года стал заместителем командира отряда.
30 апреля 1974 года назначен командиром отряда слушателей-космонавтов.
15 сентября 1975 года приказом Главкома ВВС отчислен из отряда космонавтов.

### Классность
- Военный лётчик 3-го класса (23.09.1954);
- Военный лётчик 2-го класса (13.12.1962);
- Военный лётчик 1-го класса (31.01.1967);
- Инструктор парашютно-десантной подготовки (ПДП) (24.12.1964);
- Военный лётчик 1-го класса (1967);
- Лётчик-испытатель 3-го класса (14.08.1967).

Имел 1-й разряд по парашютному спорту.

### Последующая деятельность
- С 15 сентября 1975 года — старший инспектор по космосу, помощник Главкома ВВС по подготовке и обеспечению космических полетов.
- 31 декабря 1987 года уволен из Вооружённых сил СССР в запас по возрасту.
- С октября 1988 по 1995 год — член Центрального совета Комитета космонавтики при ДОСААФ СССР (с 1992 — РОСТО).
- С апреля 1998 года член Центрального совета Ассоциации космонавтики России.

Анатолий Петрович Куклин умер 16 января 2006 года после тяжёлой и продолжительной болезни, перенеся инсульт. Похоронен на кладбище села Леониха Щёлковского района Московской области.

## Награды
- Орден «За службу Родине в Вооруженных Силах СССР» III степени (22 февраля 1977);
- Орден Дружбы народов (13 июля 1984);
- 10 юбилейных медалей.

## Воинское звание
- Лейтенант (30.10.1952).
- Старший лейтенант (04.11.1957).
- Капитан (29.04.1958).
- Майор (10.07.1961).
- Подполковник (30.01.1965).
- Полковник (30.11.1970),

C 31 декабря 1987 года — в запасе.

## Семья
- Отец — Пётр Алексеевич Куклин (12.07.1885 — июль 1964), инженер-конструктор.
- Мать — Анна Петровна Куклина (Чучмай) (28.08.1897 — 01.05.1971), домохозяйка.
  - Брат — Олег (1921 — 12.12.1942), участник Великой Отечественной войны, погиб под Ржевом.
  - Брат — Игорь (23.04.1923 — 15.02.1986), инженер.
- 1-я жена — Римма Николаевна Куклина (Плащева) (28.03.1932 — 29.08.2014), учительница.
  - Дочь — Марина (род. 02.06.1957).
  - Сын — Олег (род. 28.04.1964).
- 2-я жена — Галина Григорьевна Куклина (Зверева) (род. 06.02.1938), работала в библиотеке РАН.